# Visionary fools
Visionary fools is het zevende studioalbum van de Zweedse muziekgroep Cross. De leider van Cross had de touwtjes nog steviger in handen; het album verscheen op Progress Records, dat gerund wordt door Hansi Cross, maar waar ook andere artiesten voor opnemen. De muziek en met name de partijen voor synthesizers doen af en toe denken aan de muziek op het eerste soloalbum van Tony Banks, Curious feeling. 
Over het geheel genomen vond men de muziek wel goed, doch een zwak punt zijn de zangpartijen, een euvel dat meer groepen in zijn greep houdt.

## Musici
- Hansi Cross – zang, akoestische en elektrische gitaar, toetsinstrumenten
- Olle Siljeholm – orgel, toetsinstrumenten, achtergrondzang
- Robert Iversen – slagwerk, percussie
- Lolle Andersson – basgitaar, baspedalen, achtergrondzang

met
- Jock "Tai" Millgårdh - zang

## Muziek
Allen van Hansi Cross, tenzij aangegeven

| Nr. | Titel                                          | Duur  |
| --- | ---------------------------------------------- | ----- |
| 1.  | The riddle                                     | 8:49  |
| 2.  | White lies dark truth (Cross, Iversen)         | 6:36  |
| 3.  | Deep                                           | 0:56  |
| 4.  | In a question mark (Cross, Siljeholm, Iversen) | 9:21  |
| 5.  | The Earl of Doncaster                          | 2:43  |
| 6.  | Walls (Cross, Andersson)                       | 2:39  |
| 7.  | Pain                                           | 3:32  |
| 8.  | New dimensions (Cross, Pär Villjé, Iversen)    | 12:06 |